# Champnétery
Champnétery este o comună în departamentul Haute-Vienne din centrul Franței. În 2009 avea o populație de 547 de locuitori.

## Evoluția populației
| An        | 1975 | 1982 | 1990 | 1999 | 2006 | 2009 |
| --------- | ---- | ---- | ---- | ---- | ---- | ---- |
| Populație | 516  | 502  | 515  | 491  | 522  | 547  |